# Касьонкін Юрій Олександрович
Юрій Олександрович Касьонкін (нар. 26 січня 1950, Кіровоград, УРСР — пом. 24 серпня 2013, Кіровоград, Україна) — український футболіст, півзахисник і футбольний тренер. Володар Кубка Української РСР 1975 року.
Всю кар'єру, за винятком періоду військової служби, провів у кіровоградській «Зірці», був капітаном команди. Завершивши виступи, тренував переважно аматорські та дитячо-юнацькі команди.

## Життєпис
Народився 26 січня 1950 року в Кіровограді в родині гравця місцевого «Торпедо» Олександра Касьонкіна, який і прищепив синові любов до футболу. З 10 років Юрій почав займатися в спортивній школі кіровоградської «Зірки» під керівництвом колишнього одноклубника свого батька Андрія Галатенка.

### Кар'єра гравця
З 1967 року Юрій брав участь у матчах в дублюючому складі «Зірки». У наступному році він дебютував за основну команду. Згодом завоював довіру тренерів і став стабільним гравцем основи. У період з 1968 по 1971 рік Юрій провів майже 100 матчів, після чого був призваний на військову службу, під час якої виступав за хмельницьке «Динамо». Після демобілізації повернувся в Кіровоград, де поступово став лідером команди. Протягом 8 років (більше, ніж будь-який інший гравець в історії клубу) Касьонкін виводив команду на поле з капітанською пов'язкою. У 1975 році Юрій разом з командою став переможцем Кубка УРСР. Усього за «Зірку» Касьонкін провів понад 400 матчів у чемпіонаті СРСР, поступаючись за цим показником лише Валерію Самофалову й Олександру Смиченко. Юрій вважався одним з найкращих півзахисників української зони другої ліги чемпіонату СРСР, неодноразово входив до список 22-х найкращих гравців цього дивізіону і запрошувався до збірної УРСР. Завершив виступи в 1982 році

### Після кар'єри гравця
Після завершення спортивної кар'єри Юрій працював слюсарем на заводі «Червона зірка» й таксистом. Пізніше тренував аматорські команди «Буревісник-Ельбрус» й «Ікар-Макбіл-94» з Кіровограда, а також клуби з Малої Виски та Новомиргорода, які брали участь в обласних змаганнях, керував дитячо-юнацькими футбольними секціями в Державній льотній академії України. З березня по липень 1998 року Касьонкін очолював мелітопольське «Торпедо», яке виступало в другій лізі чемпіонату України. Пізніше очолив Кіровоградську обласну федерацію футболу, однак через проблеми зі здоров'ям (у Юрія був артроз тазостегнових суглобів) був змушений відійти від справ. Через хворобу Касьонкін переніс ряд операцій, останні роки життя майже не вставав з ліжка. Юрій Касёнкін помер 24 серпня 2013 року в Кіровограді в віці 63 років.
17 листопада 2013 року один із секторів стадіону «Зірка» в Кіровограді був названий ім'ям Юрія Касьонкіна, на ньому встановлено меморіальну дошку на його честь.

## Стиль гри
Юрій виступав на позиції плеймейкера. Відрізнявся відмінним баченням поля, вмілим дриблінгом, здатністю віддати точну націлену передачу й непоступливістю в єдиноборствах з суперниками, які значно перевершували його в фізичному плані. Саме з його передач забивалася значна частка м'ячів команди. Найкращий бомбардир в історії «Зірки» Валерій Самофалов назвав Касьонкіна найкращим гравцем з тих, з ким йому доводилося грати:
|                     | Такої світлої в футбольному плані голови, як у Юри, потрібно було пошукати на рівні всієї тодішньої другої союзної ліги. Він умів віддати таку передачу-цукерочку на будь-яку відстань, що просто дивувало й захоплювало, а забивати після таких передач було одне задоволення. Багато в чому форварди «Зірки» зобов'язані капітану і чудовому плеймейкеру своєї високою результативністю. |
| — Валерій Самофалов | |

## Статистика виступів

### Клубна
| Команда                 | Сезон   | Чемпіонат | Чемпіонат | Чемпіонат |
| Команда                 | Сезон   | Рів.      | Матчі     | Голи      |
| ----------------------- | ------- | --------- | --------- | --------- |
| «Зірка» (Кіровоград)    | 1968    | II        | 13        | 0         |
| «Зірка» (Кіровоград)    | 1969    | II        | 25        | 1         |
| «Зірка» (Кіровоград)    | 1970    | II        | 10        | 0         |
| «Зірка» (Кіровоград)    | 1971    | III       | 46        | 3         |
| «Зірка» (Кіровоград)    | Загалом | Загалом   | 94        | 4         |
| «Динамо» (Хмельницький) | 1972    | III       | ?         | 6         |
| «Динамо» (Хмельницький) | 1973    | III       | ?         | 4         |
| «Динамо» (Хмельницький) | Загалом | Загалом   | ?         | 10        |
| «Зірка» (Кіровоград)    | 1974    | III       | 27        | 1         |
| «Зірка» (Кіровоград)    | 1975    | III       | 31        | 2         |
| «Зірка» (Кіровоград)    | 1976    | III       | 36        | 4         |
| «Зірка» (Кіровоград)    | 1977    | III       | 44        | 2         |
| «Зірка» (Кіровоград)    | 1978    | III       | 43        | 4         |
| «Зірка» (Кіровоград)    | 1979    | III       | 42        | 1         |
| «Зірка» (Кіровоград)    | 1980    | III       | 42        | 3         |
| «Зірка» (Кіровоград)    | 1981    | III       | 27        | 5         |
| «Зірка» (Кіровоград)    | 1982    | III       | 43        | 1         |
| «Зірка» (Кіровоград)    | Загалом | Загалом   | 335       | 23        |

Джерела:
- Статистика виступів взята з сайтів, зазначених в розділі «Посилання»

### Тренерська
| Команда                | Початок роботи | Кінець роботи | Результати | Результати | Результати | Результати | Результати | Результати | Результати |
| Команда                | Початок роботи | Кінець роботи | І          | В          | Н          | П          | У %        | Н %        | П %        |
| ---------------------- | -------------- | ------------- | ---------- | ---------- | ---------- | ---------- | ---------- | ---------- | ---------- |
| «Торпедо» (Мелітополь) | 1998           | 1998          | 16         | 5          | 6          | 5          | 31.25      | 37.5       | 31.25      |

Джерела:
- Статистика виступів взята з сайту ukranianfootball.narod.ru. Архів оригіналу за 14 лютого 2018. Процитовано 13 лютого 2018.

## Досягнення
«Зірка» (Кіровоград)
- Кубок УРСР
  -  Володар (1): 1975